# کستل کری
latitudeکستل کریlongitudeکستل کری
کستل کری (به انگلیسی: Castle Cary) یک روستا در بریتانیا است که در انگلستان واقع شده‌است.

## خصوصیات
کستل کری ۲٬۲۷۶ نفر جمعیت دارد.